# Franz Xaver Spörr
Franz Xaver Spörr (* 3. Dezember 1821 in Hötting; † 22. September 1882 in Telfs) war ein österreichischer nazarenischer Kirchenmaler und Freskant.
Geboren als Sohn eines Gärtners, studierte Spörr seit dem 11. Mai 1857 in der Antikenklasse der Königlichen Akademie der Künste in München. Nach dem Studium widmete er sich der religiösen Kunst.
Von 1860 bis 1874 arbeitete Spörr gemeinsam mit Franz Plattner und Max Gehri an den Wand- und Deckengemälden in der Pfarrkirche zum Heiligen Kreuz in Zirl sowie gemeinsam  mit Albrecht Steiner von Felsburg und Heinrich Kluibenschedl an den Wandgemälden in der Pfarrkirche von Proveis. Gemeinsam mit Clemens Raffeiner, Franz Hellweger und Dominikus Trenkwalder war er bei der Renovierung der Pfarrkirche Pill tätig.
Spörr schuf 1872 für die St.-Bartholomäus-und-Ulrich-Kirche in Aberstückl im Sarntal Heiligenbilder im Stil russisch-orthodoxer Ikonen. Er gestaltete auch den Betsaal des Johanneums in Bozen.
Für die Tiroler Glasmalerei und Mosaik Anstalt in Innsbruck entwarf Spörr Glasfenster im spätgotischen Stil.